# 三国同盟 (1788年)

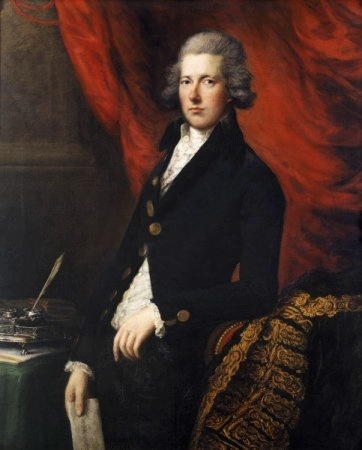
ウィリアム・ピット（小ピット）

1788年の三国同盟 （英語: Triple Alliance）は、イギリス、プロイセン、ネーデルラント連邦共和国の間で結ばれた同盟である。本来の目的は、オスマン帝国との戦争で優位に立ったロシア帝国の強大化に対抗することであった。またイギリスは大陸の勢力均衡を望み、プロイセンは同盟を背景とした領土拡大を目論んでいた。両国は対ロシア宣戦の寸前まで進んだが、ロシアの外交努力の結果、イギリス国内で小ピット政権に対する反抗が起き、結局この同盟はロシアに対する軍事行動を始める前に瓦解した。

## 成立
1788年4月、プロイセンは対ロシア戦に備えてネーデルラントからの融資を取り付け、見返りとして不安定なネーデルラント政府の軍事的な後ろ盾となった。8月13日、今度はイギリスとプロイセンの間で英普同盟が調印され、三国同盟が成立した。
イギリスとしては、ヨーロッパの勢力均衡を保つために、この同盟によってフランスとロシアを押さえ、不安定化しがちなバルト海、バルカン半島、ネーデルラントを安定させる狙いがあった。一方でプロイセンは、ロシアとの戦争やポーランド・リトアニア共和国との外交を通じて、バルト海方面への勢力伸長を狙っていた。バルカン半島においては、三国同盟はロシア・オーストリアの動きを牽制し、最終的には1791年ごろに墺露同盟との開戦に踏み切るという算段を立てていた。

## 展開と瓦解
イギリスはあまり戦争を望んでおらず、事を荒立てずにロシア軍がオスマン帝国から撤退して戦争前の原状回復を行うことを求めていたが、次第にこれが困難であることに気付いた。 1790年8月以降、イギリスとプロイセンの駐ロシア外交官たちはロシア政府に圧力をかけてオスマン帝国から撤退させようとしたが、うまくいかなかった。
イギリスのウィリアム・ピット（小ピット）政権がロシアに対して強硬姿勢を取ってきたこと、また三国同盟と戦えば自国が負けるであろうことを理解していたロシア女帝エカチェリーナ2世は、駐ロンドン大使セミョーン・ヴォロンツォフに、小ピットのライバルであるチャールズ・ジェームズ・フォックスを支援するよう命じた。ヴォロンツォフらは積極的な買収策によって、イギリス議会内に多くの支持者を作ることに成功した。
ネーデルラントは、さらに対ロシア戦に消極的だった。ロシアはネーデルラントの金融家たちにとって大口の債務者であり、対ロシア戦は債権回収を危うくするものでしかなかった。イギリスの駐ネーデルラント大使初代オークランド男爵ウィリアム・イーデンは、ロシアの外交官たちと親しかったこともあり、ロシアに敵対するようなあらゆる行動に反対した。
さらにイギリスは、対ロシア戦略の要となりうるポーランド・リトアニア共和国との関係構築にも失敗した。ポーランドは四年セイムでの改革遂行のためにロシアの支援を頼みとしており、三国同盟に接近することを望んでいなかった。そして1790年に第一次ロシア・スウェーデン戦争が終結し、スウェーデン王グスタフ3世が再開戦を否定したことで、三国同盟はまたもや対ロシア戦の潜在的な協力者を失うことになった。
1791年2月ごろ、プロイセンはオーストリアと合意を結んだ。オーストリアは三国同盟側への加担こそ拒んだものの、三国同盟とロシアの間で戦争が起きた際には中立を守ることを約束した。これを受けて、イギリスのピットは、バルト海に艦隊を派遣することと、ロシアへの最後通牒の政策に取り掛かることをプロイセン王フリードリヒ・ヴィルヘルム2世に約束した。これは、ロシアがオスマン帝国から手を引かなければイギリスとプロイセンが軍事介入する、というものであった。ピットの案は3月下旬に王の認可を受け、ただちに議会での審議にかけられた。一方フリードリヒ・ヴィルヘルム2世も、3月初旬にオスマン帝国の代表に書簡を送り、まもなくプロイセンが露土戦争に介入すること、バルト海にイギリス海軍が展開するであろうことを伝え、戦争を継続しバルカン半島で攻勢に出るよう求めた。プロイセンは本気で開戦に備え、9万人もの軍勢を国境に配置し、三個軍団をリガへ進撃させる計画を立てていた。ロシア側も、バルト海の防備を固めて戦争に備えていた。
一方開戦の可否が議論されていたロンドンでは、ロシアの外交官たちが何とかして英露開戦に否定的な派閥を組織させて審議を妨害しようと奔走していた。彼らは莫大な資金を投じて外交運動とプロパガンダを展開した。実に20紙ものイギリスの新聞がロシアになびき、ロシア軍の脅威を訴える小ピットを非難するリーフレットを大量に作成した。ロンドン証券取引所に影響力を持つ商人や、ジョン・パラダイス（ドクター・ジョンソン）のような作家や学者もロシアを支持した。そして議会内では、トーマス・ディムズデール、チャールズ・ジェームズ・フォックス、エドマンド・バークといった数々の議員が抵抗を示した。
イギリスでの論争に先んじて、ネーデルラントでは既にロシアとの交渉が始まっていた。駐蘭イギリス大使イーデンは、プロイセン王フリードリヒ・ヴィルヘルム2世が戦争の必要性に懐疑的でありオーストリアの軍事的動向を気にかけているという旨の文書を読んだと本国に報告した。ポーランドの歴史家イェジ・ウォイェクは、この情報はイーデン自身またはロシアの外交官が、またはその双方が流したデマであったとしている。イギリス議会での審議は3月29日に始まった。チャールズ・フォックスら少数派の批判はあったものの、庶民院は対ロシア戦争を承認した。しかしわずか2，3日のうちに、ピット政権は大幅な方針転換を余儀なくされた。政権内で起きた内紛の状況はよく分かっていないが、ウォイェクはこれがフォックス、イーデン、そしてロシアの外交官たちの暗躍によるところが大きいとしている。ピットは再組閣することで挽回を図ったが、根本的な解決とはならず、英政府は混迷の末に予想だにしなかった変革を迎えることになった。4月中旬から下旬にかけて、対露強硬派の第5代リーズ公爵フランシス・オズボーンに代わり、初代グレンヴィル男爵ウィリアム・グレンヴィルが外務大臣に就任したのである。これ以降、イギリス外交は逆転して親露反仏路線をとっていくことになる。
対ロシア最後通牒を携えた使者は既にロンドンを発っており、4月3日の夜にベルリンに到着した。しかし彼がロシアに向かおうとしていた8日に新たな使者がロンドンから到着し、前の使者にロシアへの通達を延期させた。6月初頭、プロイセンは、イギリスの政治が転換し、もはや対ロシア戦争を望んでいないことに気づいた。これを持って、三国同盟の意義は消滅した。

## その後
1791年7月26日、イギリス・ネーデルラント・プロイセン・ロシアの4か国の間で条約が結ばれた。ここに三国同盟の消滅が確定し、三国はロシアのオスマン帝国に対する領土主張を事実上すべて受け入れることになった。まもなくこの4か国は、革命が勃発したフランスとの戦争で同じ陣営に立って戦うことになった。
ウォイェクは、この実際には起こらなかった戦争と三国同盟の解体に関する研究が、同時期に世界を変えたフランス革命に隠れてまばらにしか行われていないと指摘している。彼によれば、三国同盟解体はロシアにとってみれば類まれな大成功であり、当然イギリスにとっては大失敗であった。その牽引者ピットにしても、彼の外交政策を大きく転換せざるを得ない失敗を犯したことになる。他で三国同盟解体という出来事に大きな影響を受けたのがポーランド・リトアニア共和国である。ロシアの強大化とその対抗陣営の弱体化は、当時ロシアに対抗するべく改革を進めていたポーランドにとどめを刺し、その滅亡の原因の一つとすらなった。ウォイェクによれば、ポーランド人の中にはアントニ・アウグストィン・デボリのようにイギリスとの同盟を主張した者もいたが、ポーランド王スタニスワフ・アウグスト・ポニャトフスキはロシアに敵視されることを恐れてこの案を却下した。この対応も、ロシアの内政干渉の激化とポーランドの消滅の遠因となった。